# Haiti na Letnich Igrzyskach Olimpijskich 2024
Haiti na Letnich Igrzyskach Olimpijskich 2024 – występ kadry sportowców reprezentujących Haiti na igrzyskach olimpijskich, które odbyły się w Paryżu we Francji, w dniach 26 lipca – 11 sierpnia 2024.
Reprezentacja Haiti liczyła siedem zawodników – trzy kobiety i czterech mężczyzn, którzy wystąpili w 5 dyscyplinach.
Był to osiemnasty start Haiti na letnich igrzyskach olimpijskich.

## Reprezentanci

### Boks
| Zawodnik                | Konkurencja | 1/16             | 1/8              | Ćwierćfinał      | Półfinał         | Finał            | Finał   | Źródło |
| Zawodnik                | Konkurencja | Przeciwnik Wynik | Przeciwnik Wynik | Przeciwnik Wynik | Przeciwnik Wynik | Przeciwnik Wynik | Miejsce | Źródło |
| ----------------------- | ----------- | ---------------- | ---------------- | ---------------- | ---------------- | ---------------- | ------- | ------ |
| Cédrick Belony-Dulièpre | -80 kg (m)  | —                | Pereira P 0-5    | NQ               | NQ               | NQ               | 9.      | [ 1 ]  |

### Gimnastyka
| Zawodniczka   | Konkurencja           | Eliminacje | Eliminacje | Eliminacje | Eliminacje | Eliminacje | Eliminacje | Finał  | Finał | Finał   | Finał   | Finał | Pozycja | Źródło |
| Zawodniczka   | Konkurencja           | Obręcz     | Piłka      | Maczugi    | Skakanka   | Razem      | Miejsce    | Obręcz | Piłka | Maczugi | Wstążka | Razem | Pozycja | Źródło |
| ------------- | --------------------- | ---------- | ---------- | ---------- | ---------- | ---------- | ---------- | ------ | ----- | ------- | ------- | ----- | ------- | ------ |
| Lynnzee Brown | Wielobój indywidualny | 13.566     | 11.5       | 11.533     | 12.233     | 48.832     | 53.        | NQ     | NQ    | NQ      | NQ      | NQ    | NQ      | [ 2 ]  |

### Judo
| Zawodnik          | Konkurencja | 1/16 finału      | 1/8 finału       | Ćwierćfinał      | Półfinał         | Repasaże         | Finał / 3. miejsce | Finał / 3. miejsce | Źródła |
| Zawodnik          | Konkurencja | Przeciwnik Wynik | Przeciwnik Wynik | Przeciwnik Wynik | Przeciwnik Wynik | Przeciwnik Wynik | Przeciwnik Wynik   | Pozycja            | Źródła |
| ----------------- | ----------- | ---------------- | ---------------- | ---------------- | ---------------- | ---------------- | ------------------ | ------------------ | ------ |
| Philippe Metellus | -73 kg (m)  | Terada P 00-11   | NQ               | NQ               | NQ               | NQ               | NQ                 | 17.                | [ 3 ]  |

### Lekkoatletyka
| Zawodnik           | Konkurencja            | Eliminacje | Eliminacje | 1 Runda | 1 Runda | Repasaże | Repasaże | Półfinał | Półfinał | Finał | Finał   | Źródło |
| Zawodnik           | Konkurencja            | Wynik      | Miejsce    | Wynik   | Miejsce | Wynik    | Miejsce  | Wynik    | Miejsce  | Wynik | Miejsce | Źródło |
| ------------------ | ---------------------- | ---------- | ---------- | ------- | ------- | -------- | -------- | -------- | -------- | ----- | ------- | ------ |
| Christopher Borzor | 100 m (m)              | 10,26      | 1.         | 10.28   | 44.     | NQ .     | NQ .     | NQ .     | NQ .     | NQ .  | NQ .    | [ 4 ]  |
| Emelia Chatfield   | 100 m przez płotki (k) | —          | —          | 13.06   | 32.     | 13.24    | 18.      | NQ .     | NQ .     | NQ .  | NQ .    | [ 5 ]  |

### Pływanie
| Zawodnik               | Konkurencja              | Eliminacje | Eliminacje | Półfinał | Półfinał | Finał | Finał | Źródło |
| Zawodnik               | Konkurencja              | Czas       | Poz.       | Czas     | Poz.     | Czas  | Poz.  | Źródło |
| ---------------------- | ------------------------ | ---------- | ---------- | -------- | -------- | ----- | ----- | ------ |
| Alexandre Grand'Pierre | 100 m st. klasycznym (m) | 1:02,85    | 28.        | NQ       | NQ       | NQ    | NQ    | [ 6 ]  |
| Mayah Chouloute        | 50 m st. dowolnym (k)    | 29,78      | 59.        | NQ       | NQ       | NQ    | NQ    | [ 7 ]  |